# Okręg Grenoble
Okręg Grenoble (fr. Arrondissement de Grenoble) – okręg w południowo-wschodniej Francji. Populacja wynosi 696 tysięcy.

## Podział administracyjny
W skład okręgu wchodzą następujące kantony:
- Allevard,
- Bourg-d'Oisans,
- Clelles,
- Corps,
- Domène,
- Échirolles-Est,
- Échirolles-Ouest,
- Eybens,
- Fontaine-Sassenage,
- Fontaine-Seyssinet,
- Goncelin,
- Grenoble-1,
- Grenoble-2,
- Grenoble-3,
- Grenoble-4,
- Grenoble-5,
- Grenoble-6,
- Mens,
- Meylan,
- Monestier-de-Clermont,
- Mure,
- Pont-en-Royans,
- Rives,
- Roybon,
- Saint-Égrève,
- Saint-Étienne-de-Saint-Geoirs,
- Saint-Ismier,
- Saint-Laurent-du-Pont,
- Saint-Marcellin,
- Saint-Martin-d'Hères-Nord,
- Saint-Martin-d'Hères-Sud,
- Touvet,
- Tullins,
- Valbonnais,
- Vif,
- Villard-de-Lans,
- Vinay,
- Vizille,
- Voiron.